# Zapas asekuracyjny
Zapas asekuracyjny – zapas gromadzony w celu zabezpieczenia się przed wydarzeniami, które mogą nigdy nie wystąpić. Planowanie tego zapasu jest elementem oceny ryzyka i polega na ocenia możliwości wystąpienia anomalii pogodowych, strajków, wzrostu cen materiałów, niepokojów społecznych i innych zdarzeń mogących zakłócić działanie przedsiębiorstwa.